# Sigvard Strandh
Ernst Sigvard Strandh (né à Skara le 26 mars 1921 et mort à Söderfors le 15 septembre 1987) est un ingénieur et historien suédois des sciences et techniques.

## Biographie
Sigvard Strandh obtient son diplôme d'ingénieur en génie électrotechnique à l’École polytechnique Chalmers en 1946. Il est ensuite employé par la Försvarets robotvapenbyrå (Agence Suédoise des Missiles, ou littéralement Bureau des armes robotisées de l'armée) de 1946 à 1951, puis dirige la branche destinée à la formation du Syndicat Suédois des Ingénieurs et Architectes (Svenska Teknologföreningen). Il devient ensuite (1956-1960) attaché technico-scientifique en poste à l'ambassade de Suède à Washington et contact aux États-Unis de l'Académie Royale des Sciences de l'Ingénieur, poste qui lui permet de suivre les avancées de la recherche américaine et de rapporter aux auditeurs de la radio suédoise les progrès des recherches qui ont mené aux premiers vols spatiaux. De 1962 à 1978, il est directeur du Musée des Techniques de Stockholm, où il reste employé jusqu'en 1983. 
Au cours des années 1970-80, Strandh est un historien des sciences et techniques de tout premier plan. Son ouvrage phare, Maskinen genom tiderna (Les Machines, Histoire illustrée), fut traduit dans le monde entier. Ses travaux d'histoire des techniques ont été couronnés du prix Polhem en 1974 et l’École polytechnique Chalmers l’a reçu docteur honoris causa en technologie en 1980.
Il fut une voix reconnue des programmes de la radio suédoise consacrés à la technologie, utilisant son sens de la pédagogie pour raconter les objets techniques de la vie courante (la machine à coudre, la lampe à incandescence, le réfrigérateur ou encore les stylos à bille).

## Écrits
- Automation, 1957
- La Suède autour du monde, 1961
- It began with a farm separator, 1970
- Tingen omring oss : teknikhistoriska kåserier, 1972
- Technology and its impact on society, Tekniska Museet, 1977
- Le savoir-faire suédois, 1977
- Machines. Histoire illustrée (Maskinen genom tiderna), tr. en français par Philippe Bredèche, Draeger/Le Soleil noir, 1979 - rééd. Hatier, 1983 et Gründ, 1988
- Alfred Nobel : mannen, verket, samtiden, Natur och Kultur, 1983
- Christopher Polhem : mekanikens mästare, 1985
- Från pyramid till laser : ur teknikens historia, 1985